# Peteroma denticulata
Peteroma denticulata là một loài bướm đêm trong họ Noctuidae.